# Goodbye Solo
Goodbye Solo è un film indipendente del 2008 scritto, diretto, prodotto e montato da Ramin Bahrani.

## Trama
Il film racconta la nascita e lo sviluppo dell'amicizia tra Solo, un guidatore di taxi senegalese che lavora per mantenere la sua famiglia nella Carolina del Nord, e William, un anziano depresso con una lunga lista di rimpianti che vorrebbe cancellare.